# Доно (село)
Доно — село в Забайкальском крае, Россия. В составе Калганского района.

## География
Село расположено на реке Донинская Борзя (бассейн Верхней Борзи и Аргуни), у впадения её правого притока Доно, в 376 км к юго-востоку от областного центра Читы, в 92 км к северо-западу от ближайшего крупного города Краснокаменска, в 25 км по дорогам к западу от районного центра села Калги и 85 км по дорогам к северу от железнодорожной станции и поселения именем Досатуй. С северо-востока (выше по Доновской Борзе) к застройке примыкает населённый пункт Доно 1-е.
Доно находится в лесостепной зоне.
Вблизи села находится урочище Кутомара, где ранее располагались Кутомарский сереброплавильный завод и Кутомарская каторжная тюрьма.

## История
В 1745 году был открыт Доновский (Никольский) прииск в пади Доно.
Село было основано потомками бежавших от царского и духовного гнета — староверов (не принявших веры Патриарха Никона и царя Алексея Михайловича в XVII веке) и ссыльными участниками восстания Пугачева.
Первыми поселенцами были пять семей: Козловы, Горловы, Перминовы, Овчинниковы и Морковцевы. Когда построили село, дали ему название — Доно (означающее — внутреннее пространство; по другой версии, Доно — данное богом). От первых построенных домов в дальнейшем село расстроилось до 500 дворов, 5 верст в длину, было три улицы и две выселки. Были построены две школы, две церкви (так как было две веры), пять торговых купеческих лавок, 19 мельниц на речках.

## Население
| 1989 | 2002 | 2010 | 2012 | 2013 | 2014 | 2015 |
| ---- | ---- | ---- | ---- | ---- | ---- | ---- |
| 1240 | ↘978 | ↘800 | ↘797 | ↘780 | ↘762 | ↘749 |
| 2021 |      |      |      |      |      |      |
| ↘632 |      |      |      |      |      |      |

## Достопримечательности
Старообрядческий Свято-Никольский храм — памятник архитектуры и градостроительства.